# 環保觸覺
環保觸覺（英語：greensense）是香港的環境保護團體，成立於2004年，藉透過調查及監察香港社會上違反環境保護的現象，並且提出改善建議，旨在提高香港市民的環境保護意識及觸覺。前主席譚凱邦曾經參選立法會。現任主席為黎名川。

## 關注項目
環保觸覺主要關注部分環境問題，而絕大部分都與都市發展有關。其關注項目包括：
1. 屏風樓效應及城市規劃
2. 保護海洋
3. 節日浪費資源
4. 光污染
5. 善用空調
6. 關注樓市銷情及會所設施[4]
7. 關注公屋單位的空置，反對偏遠地區增建公屋[5]
8. 關注酒店房間興建窗台[6]
9. 反對污水處理廠搬遷入岩洞，認為騰出土地作用不大[7]
10. 應暫緩中九龍幹線工程，以免對市民生活和環境造成破壞[8]
11. 應減少各種大型基建及工程，減少建築廢料[9]
12. 建議應設所有單位平均呎數限制[10]

## 活動
從該會於2004年成立起，曾發動多次活動，增加市民對環保的意識，包括：
- 422地球日環保宣言：在2008年4月22日（世界地球日）舉行了「地球日齊熄燈」活動。[11]
- 無飲管日：與麥當勞、肯德基等多間快餐店合作等將每月的第二及第四個星期一定為「無飲管日」。[12]
- 對灣仔街市重建的批評。[13]
- 關注屏風效應：關注及反對極有機會出現屏風效應的勾地地皮。[14][15]
- 批評招牌射燈：認為招牌射燈浪費電力且污染環境。[16]
- 膠袋問題：建議報販減少買報紙附送膠袋和紙巾並提議政府開徵膠袋稅。[17]
- 建議學校減少使用紙張：建議學校應減少刊印通告及檢討刊印筆記的需要。[18]
- 義務活動：要求對其機構進行訪問活動的學生參與義務工作。
- 批評市民在炎夏開冷氣吃火鍋，浪費能源.[19]
- 促請政府立法規定巴士溫度不能低於25℃.[20]
- 要求政府停建荃灣大河道天橋，避免浪費電力[21]
- 減少浪費食物推廣日：發現本港茶餐廳食物供應過量，要求茶餐廳提供碟頭飯時，廚師減少白飯的份量[22]
- 要求政府開徵即棄餐具徵費，每件徵費五角[23]
- 批評不少私人屋苑興建大型會所，部分設施並不實用，影響通風[24]
- 反對興建骨灰龕場[25]
- 要求消費者減少購買有毛製品的衣飾[26]
- 批評恒基地產主席李兆基一邊願意向政府捐地助年輕人置業，另一邊廂卻未有停止收地[27]
- 反對興建國際學校[28]
- 反對醫院擴建[29]
- 反對多區興建公屋[30]
- 要求保障私有產權，反對降低收購門檻[31]

## 爭議

### 要求無線停播節目，要求亞視應該改變製作方針
環保觸覺狠批無綫電視製作的遊戲節目《大咕窿》，是「既不環保又無聊的電視節目」，要求無綫電視立即永久停播該節目。環保觸覺項目主任孫可昕表示，該節目早前也曾食用其他的野生動物，亞視應該改變製作方針，不要再經常播映食用珍稀動物的片段時事評論員蔡子強曾喻其為「環保塔利班」。環保觸覺譚凱邦回應指希望電視台在創作節目時，不應只顧及高收視和商業利益，而製作既不環保又品味低俗的節目。……不能接受被上綱上線和恐怖分子混為一談。

### 做義工換訪問
環保觸覺以人手緊絀為由，要求校園報刋記者「做義工換訪問」，被樹仁大學新聞與傳播學系學生以有違「新聞採訪不應有償」的基本新聞採訪原則拒絕，學生及後向學系主任梁天偉副教授求助。梁天偉認同學生做法，以新傳系名義發電郵給環保觸覺主席譚凱邦表示「做義工換訪問」做法不妥。譚凱邦回覆指學生以往訪問態度欠佳，又批評仁大認同學生記者可無償獲取訪問的立場是「上梁不正下梁歪」，並決定即使學生願意做義工，亦不再接受仁大學生的訪問。

### 反對行動成效存疑
環保觸覺經常提及屏風樓效應及城市規劃問題，然而所作出的行動只限於邀請傳媒參與記者招待會。其後的反對行動亦只限於簽名及邀請成員代表作出請願。即使團體會就屏風樓效應及城市規劃問題提出改善建議，但有關建議往往因理據不足以及欠說服力而多次被政府推翻，最終行動失敗告終。例子包括2008年申請將現今的瓏璽地皮轉作「政府、機構或社區」用途，被城規會否決。另一個例子是2012年11月，建議將新界粉嶺高爾夫球場改為新市鎮，並設平民化主題樂園，發展大笪地或夜市（不設商場）。交通方面，設單車徑及只用電動巴士專用通道來貫通全區及連接上水，設一大型廢紙回收廠。並曾經預計於2013年第一季公佈詳情，唯一直只聞樓梯響，沒有實質的具體內容。後來拖延至7月才公佈詳情，並收改計劃，多了一張電腦圖及單位數量等資料，並上載至facebook唯反應仍欠佳，有關建議被傳媒批評不切實際，發展局稱高爾夫球會不在東北發展研究範圍。

### 部份行動受公眾爭議
環保觸覺部份行動與主流市民的意見互相違背，當中有些行動更是不合理，例如反對多區興建公屋
、反對電費補貼，使公眾感到反感及不滿。

#### 批評電影拍攝浪費能源
2007年11月，荷里活電影《蝙蝠俠—黑夜之神》在港進行拍攝工作，電影公司為炮製「不夜城」效果，發信予中區臨海約60幢大廈，呼籲租戶及管理公司晚上不關燈。環保觸覺去信旅發局及拾月堂，要求他們撤回電影公司的呼籲。譚凱邦說：「蝙蝠俠拍完戲拍拍屁股就走，留下一大堆環保問題。」譚凱邦沒有進一步說明那「一大堆環保問題」是甚麼

#### 要求情人節市民不要送花比女士
2008年2月11日，環保觸覺表示，外地進口鮮花以空運到港，但飛機卻排放大量污染物，舉例單程直航由荷蘭到香港的航程，排放出一點三十五噸二氧化碳，極之不環保。加上鮮花凋謝後送去堆填區無法成為有機廢料，造成浪費，建議男士可改送其他實用禮物。

#### 呼籲市民不要一年作數次外遊
2008年2月18日，環保觸覺建議每次乘搭飛機時要繳款數百元，抵銷航程所造成的環境污染。

#### 建議空調巴士調高冷氣溫度
2009年7月，本港夏天天氣炎熱，環保觸覺批評空調巴士是引致酷熱及空氣污染的元兇之一，因此建議空調巴士調高冷氣溫度，並希望市民明白在炎熱天氣下車廂內26至28度也可接受。有關報道被網民批評環保觸覺並沒有考慮濕度及現實情況。

#### 護鯊校園
「環保觸覺」於2010年5月推行「護鯊校園」計劃，邀請全港1,000多間中小學及幼稚園，在舉辦謝師宴等酒宴時取消魚翅菜式。網民隨即批評其行動是空談，因為香港幾乎沒有學校於舉辦謝師宴時吃魚翅。更加令人不得其解的是，「環保觸覺」建議以多個菜式代替魚翅，部份網民指建議菜式不合理，皆因其中一項為「佛跳牆」，佛跳牆為一中式菜式，所需材料包括同樣需要減低被屠殺數目的海參。

#### 反對電費補貼
環保觸覺於2011年反對電費補貼，因為有可能間接鼓勵用電，亦有將公帑輸送至電力公司之嫌。他強調，若財政司堅持推出電費補貼予家居用戶，不應劃一推行。

#### 反對機場建第3條跑道
2012年5月，機管局向環境保護署提交興建機場第三條跑道的工程項目簡介，展開法定環境影響評估工作。環保觸覺率先反對有關工程，認為填海面積過大，白海豚棲息地將永久喪失。而且工程不符效益，浪費金錢。

#### 調查與環保無關的事情
環保觸覺於2011年12月進行了一個調查，表示今年開售的五個大型樓盤，內地與本地買家比例為37.5與62.5之比，使香港人不能買樓，因此建議向非本地置業人士和以公司名義買樓者（堵塞非本地人士用公司買樓）多抽一成印花稅。名嘴香樹輝在新城電台節目質疑，為何環保團體不專注關心空氣污染和停車熄匙，反而調查與環保無關的事情。《蘋果日報》及《爽報》的總編輯張劍虹亦認為，環保觸覺根本不是搞經濟，經常胡亂提出不可行的建議，他們亦不應該這樣做。

## 外部連結
- 環保觸覺 （页面存档备份，存于）